# 次仁琼达
次仁琼达（1984年12月25日— 2016年7月21日）是一位藏人选美皇后，在2006年代表西藏参加地球小姐选美。她是首位参加国际主要选美比赛的藏人。
琼达是新德里一所学院社会学学生，在2006年达兰萨拉的选美中赢得了西藏小姐的头衔。 她生于西隆，是低地西藏人社区村落学校的毕业生。她在网上投票中还获得了上镜小姐的头衔，且赢得了10万卢比的奖学金。
她是2006年地球小姐选美的90名参赛者之一。 除了环保主张，她利用这个平台说出“西藏不属于中国” 和“西藏没有自由”的主张。 她还提倡适用于现代社会的礼仪主张，因为西藏传统文化是保守的，妇女们必需穿很长的衣衫。尽管如此，她参加选美获得了达赖喇嘛的许可。 2007年参加马来西亚举办的旅游小姐比赛时，北京当局向举办者施压，要她佩戴有“中国西藏小姐”字样的肩带，她拒绝了，并退出比赛。
2016年7月21日，次仁琼達在德里Majnu-ka-tilla社區因心搏停止逝世。